# Shpend Hasani
Shpend Hasani (Heinsberg, 24 maart 1996) is een Duits-Kosovaars voetballer die als aanvaller bij FC Wegberg-Beeck speelt.

## Carrière
Shpend Hasani maakte zijn debuut voor Helmond Sport op 5 augustus 2016, in de met 2-2 gelijk gespeelde thuiswedstrijd tegen MVV Maastricht. Hij kwam na 89 minuten in het veld voor Marc Höcher.

### Carrièrestatistieken
| Seizoen                     | Club             | Land           | Competitie        | Competitie | Competitie | Beker | Beker | Totaal | Totaal |
| Seizoen                     | Club             | Land           | Competitie        | Wed.       | Dlp.       | Wed.  | Dlp.  | Wed.   | Dlp.   |
| --------------------------- | ---------------- | -------------- | ----------------- | ---------- | ---------- | ----- | ----- | ------ | ------ |
| 2015/16                     | Alemannia Aachen | Duitsland      | Regionalliga West | 5          | 0          | 0     | 0     | 5      | 0      |
| 2016/17                     | Helmond Sport    | Nederland      | Eerste divisie    | 8          | 0          | 0     | 0     | 8      | 0      |
| 2017/18                     | FC Wegberg-Beeck | Duitsland      | Regionalliga West | 20         | 10         | 0     | 0     | 20     | 10     |
| Carrièretotaal              | Carrièretotaal   | Carrièretotaal | Carrièretotaal    | 33         | 10         | 0     | 0     | 33     | 10     |
| Bijgewerkt op 15 maart 2018 |                  |                |                   |            |            |       |       |        |        |